# Kreisgericht Krotoszyn
Das Kreisgericht Krotoszyn war von 1849 bis 1878 ein preußisches Kreisgericht mit Sitz in Krotoszyn.

## Geschichte
In Krotoszyn bestand bis 1849 das Land- und Stadtgericht Krotoszyn. Nach der Märzrevolution wurde dieses Gericht aufgehoben und in der ganzen Provinz Posen einheitlich Kreisgerichte gebildet. In Krotoszyn entstand so das Kreisgericht Krotoszyn. Es war eines von 16 Kreisgerichten im Sprengel des Appellationsgerichts Posen. Eine Gerichtskommission wurde in Kozmin gebildet.
Der Sprengel des Kreisgerichts Krotoszyn umfasste den Kreis Krotoschin mit den Städten Borek, Dobrzyca, Kobylin, Kozmin, Krotoszyn, Pogorzela und Zduny mit 56.658 Gerichtseingesessenen (1861). Das zuständige Schwurgericht war das Kreisgericht Ostrowo. Gerichtstage wurden in Borek und Kobylin gehalten. Das Gericht bestand aus einem Direktor und zehn Kreisrichtern.
Im Rahmen der Reichsjustizgesetze wurde das Gerichtswesen in Deutschland 1879 vereinheitlicht. Damit wurde das Kreisgericht Krotoszyn aufgehoben und das königlich preußische Amtsgericht Krotoschin (sowie das Amtsgericht Koschmin für die Gerichtskommission) mit Wirkung zum 1. Oktober 1879 als eines von acht Amtsgerichten im Bezirk des Landgerichtes Ostrowo als Nachfolger gebildet.

## Richter
- Robert Beisert (1861–1866)